# Diocesi di Kuzhithurai

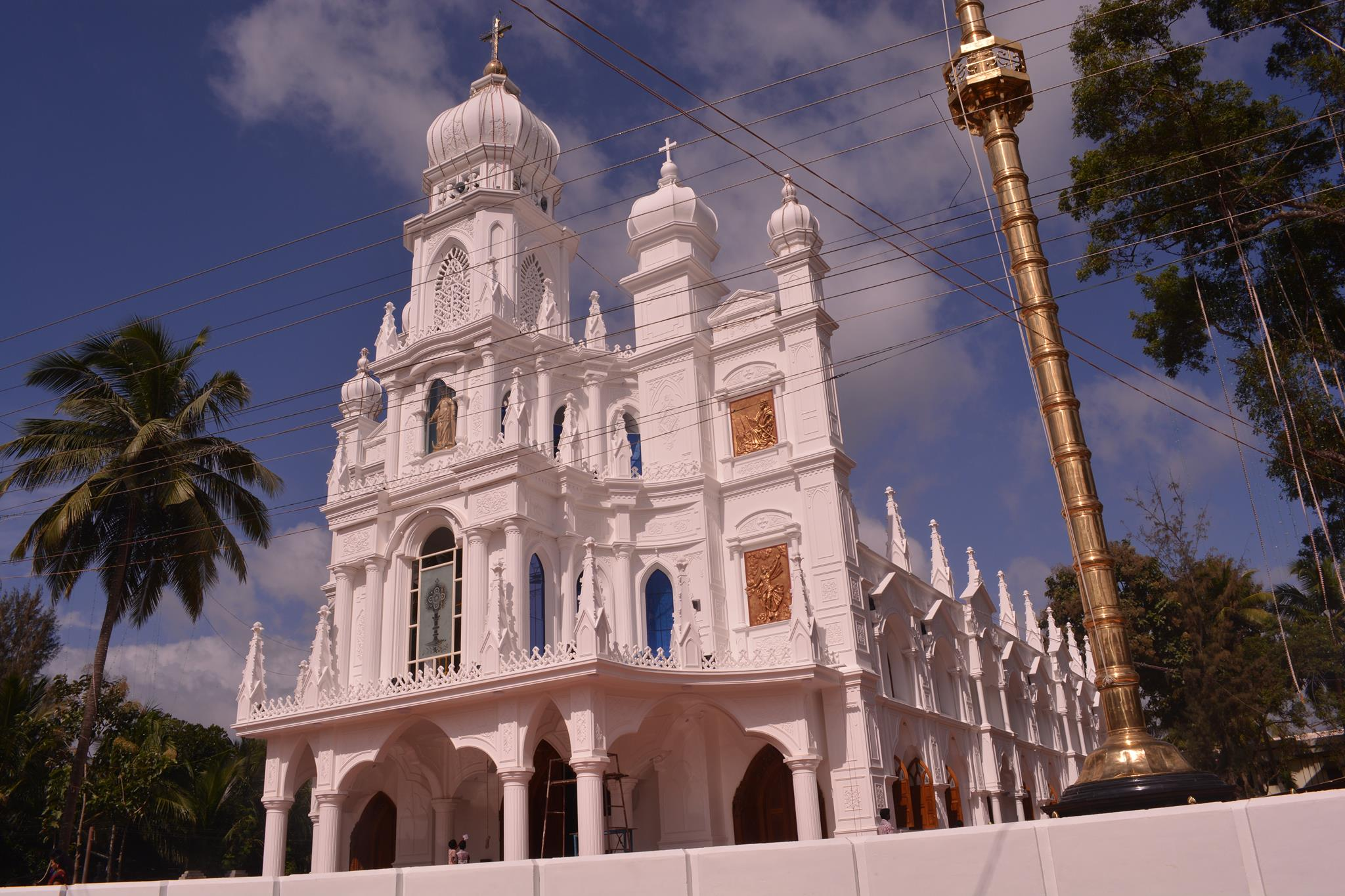
La basilica minore di Nostra Signora della Natività a Mulagumudu.

La diocesi di Kuzhithurai (in latino: Dioecesis Kuzhithuraiensis) è una sede della Chiesa cattolica in India suffraganea dell'arcidiocesi di Madurai. Nel 2021 contava 248.993 battezzati su 777.183 abitanti. È retta dal vescovo Albert George Alexander Anastas.

## Territorio
La diocesi comprende parte del distretto di Kanyakumari nello stato indiano del Tamil Nadu.
Sede vescovile è la città di Thirithuvapuram, nella municipalità di Kuzhithurai, dove si trova la cattedrale della Santissima Trinità. A Mulagumudu sorge la basilica minore di Nostra Signora della Natività.
Il territorio è suddiviso in 106 parrocchie.

## Storia
La diocesi è stata eretta il 22 dicembre 2014 con la bolla Cum ad provehendam di papa Francesco, ricavandone il territorio dalla diocesi di Kottar.

## Cronotassi dei vescovi
Si omettono i periodi di sede vacante non superiori ai 2 anni o non storicamente accertati.
- Jerome Dhas Varuvel, S.D.B. (22 dicembre 2014 - 6 giugno 2020 dimesso)
  - Sede vacante (2020-2024)[2]
- Albert George Alexander Anastas, dal 13 gennaio 2024

## Statistiche
La diocesi nel 2021 su una popolazione di 777.183 persone contava 248.993 battezzati, corrispondenti al 32,0% del totale.
| anno | popolazione | popolazione | popolazione | presbiteri | presbiteri | presbiteri | presbiteri                | diaconi | religiosi | religiosi | parrocchie |
| anno | battezzati  | totale      | %           | numero     | secolari   | regolari   | battezzati per presbitero | diaconi | uomini    | donne     | parrocchie |
| ---- | ----------- | ----------- | ----------- | ---------- | ---------- | ---------- | ------------------------- | ------- | --------- | --------- | ---------- |
| 2014 | 264.222     | 855.485     | 30,9        | 131        | 101        | 30         | 2.017                     |         | 2         | 267       | 100        |
| 2015 | 264.222     | 855.485     | 30,9        | 131        | 101        | 30         | 2.017                     |         | 32        | 267       | 100        |
| 2016 | 247.198     | 825.359     | 30,0        | 122        | 92         | 30         | 2.026                     |         | 34        | 267       | 100        |
| 2019 | 244.662     | 776.160     | 31,5        | 141        | 94         | 47         | 1.735                     |         | 58        | 275       | 105        |
| 2021 | 248.993     | 777.183     | 32,0        | 148        | 103        | 45         | 1.682                     |         | 50        | 238       | 106        |